# San Ignacio (Guanajuato)
San Ignacio es una localidad del estado mexicano de Guanajuato. Es parte del municipio de San Luis de la Paz.

## Toponimia
El nombre de la población hace referencia al santo patrono de la localidad: Ignacio de Loyola.

## Demografía
| Censo | Población |
| ----- | --------- |
| 2000  | 595       |
| 2010  | 1 206     |
| 2020  | 1 539     |